# Lobogo
Lobogo è un arrondissement del Benin situato nella città di Bopa (dipartimento di Mono) con 19.726 abitanti (dato 2006).